# Filippo di Mézières
Filippo di Mézières, in francese Philippe de Mézières, (Mézières-en-Santerre, 1327 circa – 29 maggio 1405) è stato un militare, diplomatico e scrittore francese.

## Biografia

### Soldato di ventura (1340-1358)
Filippo era un soldato mercenario che apparteneva alla piccola nobiltà; in primo tempo fu al servizio di Luchino Visconti in Lombardia, poi nel giro di un anno passò al servizio del marito della regina Giovanna I di Napoli, Andrea, che era il figlio del re Carlo I d'Ungheria. Andrea fu assassinato molto presto nel settembre 1345, e nell'autunno dello stesso anno Filippo partì per l'Oriente con l'esercito francese. Dopo la battaglia di Smirne nel 1346 fu nominato cavaliere, e quando l'esercito francese fu sciolto fece il suo pellegrinaggio verso Gerusalemme. Si rese conto del vantaggio che la disciplina dei Saraceni offriva rispetto ai disordinati eserciti dell'Occidente e concepì l'idea di un nuovo ordine di cavalleria, ma i suoi sforzi si rivelarono infruttuosi. Il primo schizzo dell'ordine fu elaborato da lui nella sua Nova religio passionis (1367-1368, rivisto e ampliato nel 1386 e 1396). Da Gerusalemme nel 1347 passò a Cipro alla corte di Ugo IV, dove strinse amicizia col figlio del re, Pietro di Lusignano, poi conte di Tripoli, ma ben presto lasciò Cipro e riprese la sua carriera come soldato di ventura, quando l'adesione di Pietro al trono di Cipro (novembre 1358) e il suo riconoscimento come re di Gerusalemme indusse Filippo a tornare sull'isola, probabilmente nel 1360, quando divenne cancelliere di corte.

### Il periodo cipriota (1360-1372)
Filippo arrivò sotto l'influenza del pio legato Pietro Tommaso († 1366), di cui doveva essere amico e biografo, e Tommaso, che divenne patriarca latino di Costantinopoli nel 1364, sarebbe poi stato uno dei principali promotori della crociata del 1365. Nel 1362 Pietro di Cipro, con il legato e Filippo visitarono i principi dell'Europa occidentale in cerca di supporto per una nuova crociata, e quando il re tornò in Oriente incaricò Filippo e Pietro Tommaso a rappresentarlo ad Avignone e nelle città del nord Italia. Essi predicarono la crociata in tutta la Germania e in seguito Filippo accompagnò Pietro ad Alessandria. Dopo la cattura di questa città ricevette il governo di una terza parte di essa e una promessa per la creazione del suo ordine, ma i crociati, soddisfatti dall'immenso bottino, si rifiutarono di continuare la campagna.
Nel giugno 1366 Filippo fu inviato a Venezia, ad Avignone e nei regni dell'Europa occidentale, per ottenere aiuto contro i Saraceni, che ora minacciavano il regno di Cipro. I suoi sforzi furono vani, anche papa Urbano V consigliava la pace con il sultano. Filippo rimase per qualche tempo ad Avignone, in cerca di reclute per il suo ordine e impegnato a scrivere la sua Vita S. Petri Thomasii, che ha un valore inestimabile per la storia della spedizione alessandrina. Anche la Prefazione e l'Epistola, che formano la prima stesura della sua opera sull'ordine della Passione, sono stati scritti in questo momento.
Filippo tornò a Cipro nel 1368, ma era nuovamente a Venezia quando Pietro fu assassinato a Nicosia all'inizio del 1369, e vi rimase fino al 1372, quando si recò alla corte del nuovo papa Gregorio XI ad Avignone. Si occupò del tentativo di stabilire nell'Europa occidentale la festa della Presentazione della Vergine, titolo che aveva avuto origine nella chiesa greca ed era poi stato adottato dalla Chiesa latina a Cipro. Nel 1373 era a Parigi e fu da allora in poi, insieme a intellettuali come Nicole Oresme, uno dei consiglieri di fiducia di Carlo V, il quale però si rifiutò di essere trascinato in una crociata. Fu precettore di suo figlio, il futuro Carlo VI, ma dopo la morte di Carlo V, insieme agli altri consiglieri del defunto re, fu costretto a ritirarsi.

### Il periodo parigino (1373-1405)
Filippo visse da allora in poi nel convento dei Celestini di Parigi, ma ciononostante continuò a esercitare un'influenza sugli affari pubblici, e alla sua stretta alleanza con Luigi d'Orleans si devono le calunnie con cui gli storici borgognoni coprivano il suo nome. Quando Carlo VI si liberò dalla dominazione dei suoi zii, aumentò il potere di Filippo il quale, allo scoppio della Grande Scisma d'Occidente, sostenne la corrente avignonese con l'antipapa Clemente VII.
A questo periodo della vita di Filippo appartengono la maggior parte dei suoi scritti. Due trattati devozionali, il Contemplatio Horae mortis e il Soliloquum peccatoris, appartengono al 1386-1387. Nel 1389 scrisse il suo Songe du Vieil Pèlerin, un elaborato viaggio allegorico in cui ha descritto i costumi dell'Europa e del vicino Oriente, la pace sostenuta con l'Inghilterra e il perseguimento della Crociata. La sua Oratio tragedica, in gran parte autobiografica, è stata scritta con scopi simili. Nel 1395 rivolse a Riccardo II d'Inghilterra un Epistre premendo il suo matrimonio con Isabella di Valois e incoraggiandolo a fare la pace con la Francia ed entrare in una nuova crociata contro gli eserciti turchi che avevano fatto irruzione in Europa. Lo sforzo di arruolare Riccardo alla crociata non gli riuscì. Solo le forze della Francia, guidate da Giovanni di Borgogna, soccorsero l'esercito del re Sigismondo d'Ungheria, che stava coordinando la lotta. Tuttavia non ascoltare i piani del re, le forze francesi hanno marciato per sconfiggere nella battaglia di Nicopoli, e tutta la campagna si è conclusa in un disastro. Questa sconfitta ha ispirato Filippo senza entusiasmo e giustificato le sue paure ed è stata l'occasione della sua ultima opera, la Epistre lamentable el consolatoire, in cui ha proposto una volta di più i principi della sua fine come rimedio contro le catastrofi future.
Le Songe du Vergier o Somnium viridarii, scritto intorno al 1376, è a volte a lui attribuito, ma senza prove definitive.